# Гірнича промисловість Фінляндії
Гірнича промисловість Фінляндії

## Загальний стан
Наприкінці ХХ ст. вартість продукції гірничодобувної промисловості становила близько 1,0 млрд фінських марок на рік. У 1990-х рр. на  частку гірничодобувної промисловості припадало менше 1 % загальної вартості промислової продукції. Основа гірничодобувної промисловості — видобуток руд  металів. Серед корисних копалин важливе значення в 1990-х рр. має цинк, але частка Фінляндії в його світовому виробництві невелика. Наступне місце посідає мідь, яку добувають на рудниках Оутокумпу і Пюхясалмі, потім залізна руда і ванадій. Металеві руди становлять приблизно 40 % вартості продукції гірничодобувної промисловості. Крім того, здійснюється видобуток нерудних корисних копалин (вапняку, апатиту, тальку, польового шпату, кварцу та ін.). У 2001 в країні діяло 37 рудників і кар'єрів, на п'ять менше, ніж в 2000, але загальний обсяг видобутку корисних копалин зберігався на тому ж рівні — близько 17,6 млн т.  Провідна компанія в гірничодобувній галузі – Outokumpu. Загалом же в цій і суміжних галузях діє близько 30 компаній.

## Динаміка видобутку основних видів мінеральної сировини у Фінляндії, тис.т
| Мінеральна сировина   | 1997  | 1998  | 1999  | 2000  | 2001  |
| Піритний концентрат   | 1 152 | 770   | 840   | 823   | 583   |
| Хромітовий концентрат | 611   | 498   | 597   | 628   | 575   |
| Залізні руди          | 235   | 246   | 276   | 256   | 261   |
| Нікелевий концентрат  | 38    | 22    | 8     | 24    | 24    |
| Цинковий концентрат   | 61    | 58    | 38    | 31    | 37    |
| Мідний концентрат     | 32    | 36    | 38    | 42    | 40    |
| Сталь                 | 3 734 | 3 951 | 3 956 | 4 096 | 3 938 |
| Чавунні болванки      | 2 786 | 2 919 | 2 954 | 2 983 | 2 851 |
| Нержавіюча сталь      | 543   | 575   | 598   | 636   | 561   |
| Ферохром              | 236   | 231   | 256   | 260   | 236   |
| Цинк                  | 175   | 199   | 225   | 223   | 249   |
| Мідь                  | 116   | 123   | 115   | 114   | 116   |
| Нікель (катодний)     | 14    | 16    | 19    | 22    | 18    |
| Кадмій, т             | 490   | 520   | 700   | 680   | 600   |
| Ртуть, т              | 63    | 54    | 55    | 77    | 71    |
| Срібло, т             | 32    | 30    | 31    | 24    | 23    |
| Селен, т              | 43    | 43    | 37    | 37    | 42    |
| Золото, т             | 4,8   | 5     | 7     | 5     | 6     |
| Вапняк                | 3 376 | 3 974 | 3 935 | 3 759 | 4 060 |
| Апатит                | 689   | 716   | 734   | 751   | 767   |
| Тальк                 | 437   | 498   | 508   | 501   | 477   |
| Кварц                 | 155   | 174   | 203   | 174   | 163   |
| Польовий шпат         | 40    | 42    | 44    | 39    | 36    |
| Стеатит               | 56    | 40    | 37    | 38    | 42    |
| Цемент                | 1 152 | 1 232 | 1 299 | 1 423 | 1 324 |

## Підгалузі
Торф. Фінляндія посідає 2-е місце у світі з видобутку торфу. Щорічно для виробництва електроенергії видобувають і витрачають 6–7 млн м³ торфу. Частка торфу в загальному балансі енергетичного споживання не перевищує 2,5–3 %. За перспективною оцінкою, споживання торфу повинно збільшитися до 20–30 млн м³ на рік.
Залізо. Високосортні залізні руди розробляються на заполярних родовищах (поблизу кордону зі Швецією), проте країна не повністю забезпечує свою чорну металургію сировиною.
Інші металічні корисні копалини. Країна займає провідне місце в Західній Європі з видобутку хромітів, руд кобальту, нікелю і титану, входить в число великих регіональних продуцентів руд міді, ванадію, цинку, дорогоцінних металів, залізної руди, воластоніту, польового шпату, піриту. Видобуток хрому і нікелю ведеться у Торніо. 
Хром. На хромітовому родовищі Кемі у 2002 р. було видобуто близько 1,2 млн т руди і вироблено 210 тис. т крупногрудкового і 382 тис. т дрібного концентрату. Після 35 років відкритої експлуатації тільки близько 3,5 млн т з 50 млн т запасів залишилося в головному відкритому кар'єрі Кемі, видобуток стає нерентабельним через збільшення коефіцієнта розкриву. Компанія AvestaPolarit, що володіє рудником, з 2003 р. починає підземний видобуток хромітів. Видобувні роботи на кар'єрі будуть завершені до 2008 р [Metal Bulletin Monthly. 2003].
Забезпеченість видобутку хромових руд їх підтвердженими запасами, розрахована за максимальним рівнем виробництва в період 1995–1997 рр. з урахуванням втрат при видобутку і збагаченні у Фінляндії становить 88 років.
Руди кольорових металів добувають в основному на родовищах поліметалічних руд (рудники потужністю від 300 тис. до 1 млн т руди). Переважає підземний спосіб розробки (близько 90 % підприємств). 
Золото. Один з найуспішніших — золотовидобувний проект Suurikuusikko, який з 1998 здійснюється шведською компанією Riddarhyttan Resources AB. Видобувні запаси — 8 млн т руди з вмістом золота близько 6 г/т, тобто близько 1,6 млн унцій золота. У східній Фінляндії, в Пампало (Pampalo), Оутокумпу (Outokumpu) продовжуються ГРР на золото до глибини 280 м.
Фосфати в невеликій кількості видобувають у Фінляндії з 1979. 
Неметалічні корисні копалини. Фінляндія — великий виробник воластоніту в Європі (кар’єр на родовищі Лапперант). Одночасно добувають вапняк і доломіт. Збагачуючи руду флотацією, вилучають кальцит, що застосовується при виробництві паперу. Склад концентрату (% мас.): воластоніт 90; кварц 2; кальцит 3; силікатні мінерали 5. Граніт добувають у вигляді блоків 50 компаній. Фінляндія експортує 80–90 % від загального обсягу виробництва граніту в понад 20 країн. Вапняк видобувають на родовищі Парайнен двома кар'єрами — «Парайнен» (найбільший у Скандинавії) потужністю 1500 тис. т/рік і «Лапперант» — потужністю 800 тис. т/рік. Крім того, вапняк видобувають підземним способом на шахті «Тітірі» (потужність 1 млн т/рік). 
Країна імпортує мінеральне паливо (нафта і нафтопродукти, вугілля, уранова сировина, газ). Основні статті експорту корисних копалин: хромові руди і концентрати, цинк, ванадій, ртуть, мідь, тальк, будівельні матеріали.

## Гірниче машинобудування
У Фінляндії випускають гідравлічні і пневматичні перфоратори, прохідницькі щити, обладнання для буріння свердловин, ґвинтові компресори і компресорні станції, буровий інструмент, фільтри, класифікатори, згущувачі, дробарки, флотомашини, а також пересувні збірно-розбірні збагачувальні фабрики з модульних елементів.  

## Наукові установи. Геологічно служба. Підготовка кадрів.
До 18 ст. дослідження мінеральних ресурсів Фінляндії здійснювалося переважно іноземними, головним чином шведськими, вченими. Розвиток національних наукових досліджень, пов'язаних з геологією і гірничою справою, почався з 2-ї половини 19 ст., коли при університеті в Турку (заснований в 1640) був відкритий мінералогічний кабінет. У 1885 організована Геологічна служба Фінляндії, в задачі якої входило проведення геологічних досліджень і складання геологічних. карт. У 1886 засноване Геологічне товариство Фінляндії (1987 воно нараховувало 1 тис. чл.), а 1942 — державний Центр технічних досліджень, який розгорнув роботи в багатьох галузях промисловості, в т.ч. в галузі гірничої справи. Координацію наукових. досліджень в галузі геології і гірничої справи здійснює академія Фінляндії (заснована у 1947 в Гельсінкі як наукове товариство і реорганізована в академію в 1970). У вишах Фінляндії геологія і гірнича справа викладаються в основному на факультетах природничих наук. У Державному технологічному університеті м. Гельсінкі (заснований в 1908) є спеціальний факультет гірничої справи і металургії. Основні періодичні видання в галузі геології і гірничої справи: «Vuosikertomus» (з 1921), «Bulletin» (з 1895), «Merentut Kimuslaifo Ksen julkaisu» (з 1920), «Geologi» (з 1949).